# Dichaetomyia nigripalpis
Dichaetomyia nigripalpis är en tvåvingeart som först beskrevs av Stein 1913.  Dichaetomyia nigripalpis ingår i släktet Dichaetomyia och familjen husflugor. Inga underarter finns listade i Catalogue of Life.